# Guerre longobardo-bizantine
Le guerre longobardo-bizantine furono una serie di conflitti che avvennero tra il 568 e il 751 tra Bizantini e Longobardi per il possesso dell'Italia.

## Contesto storico

### I Bizantini in Italia (554-568)

L'Italia giustinianea

Il 13 agosto 554, con la promulgazione a Costantinopoli da parte di Giustiniano di una pragmatica sanctio (pro petitione Vigilii) (Prammatica sanzione sulle richieste di papa Vigilio), l'Italia rientrava, sebbene non ancora del tutto pacificata, nel dominio romano. Con essa Giustiniano estese la legislazione dell'Impero all'Italia, riconoscendo le concessioni attuate dai re goti fatta eccezione per l'"immondo" Totila (la cui politica sociale fu quindi annullata portando alla restaurazione dell'aristocrazia senatoriale), e promise fondi per ricostruire le opere pubbliche distrutte o danneggiate dalla guerra, garantendo inoltre che sarebbero stati corretti gli abusi nella riscossione delle tasse e sarebbero stati forniti fondi all'istruzione.
Narsete rimase ancora in Italia con poteri straordinari e riorganizzò anche l'apparato difensivo, amministrativo e fiscale. A difesa della penisola furono stanziati quattro comandi militari, uno a Forum Iulii, uno a Trento, uno presso i laghi maggiore e di Como ed infine uno presso le Alpi Graie e Cozie. L'Italia fu organizzata in Prefettura e suddivisa in due diocesi, a loro volta suddivise in province. La Sicilia e la Dalmazia vennero però separate dalla prefettura d'Italia: la prima non entrò a far parte di nessuna prefettura, venendo governata da un pretore dipendente da Costantinopoli, mentre la seconda venne aggregata alla Prefettura dell'Illirico. La Sardegna e la Corsica facevano già parte, fin dai tempi della guerra vandalica (533-534), della Prefettura del pretorio d'Africa.
Se alcune fonti propagandistiche parlano di un'Italia florida e rinata, la realtà doveva essere ben diversa. I tentativi di Giustiniano di combattere gli abusi fiscali in Italia risultarono vani e, nonostante i tentativi di Narsete e dei suoi sottoposti di ricostruire le città semidistrutte, l'Italia non riuscì a recuperare la sua antica prosperità. Nel 556 Papa Pelagio si lamentò in una lettera delle condizioni delle campagne, «così desolate che nessuno è in grado di recuperare.» Roma era inoltre in piena decadenza e, nonostante i fondi promessi, pare che fu costruito solo un ponte. Anche per il senato romano iniziò un irreversibile processo di declino che si concluse con il suo scioglimento verso l'inizio del VII secolo.
Il governo bizantino sul territorio italiano fu contraddistinto da una forte pressione fiscale che ricadeva sulle genti italiche, dovuta alla natura stessa del sistema fiscale bizantino, ereditato dall'Impero romano. Il sistema romano-bizantino della iugatio-capitatio, istituito da Diocleziano, stabiliva infatti in anticipo l'ammontare della cifra che i cittadini dovevano sborsare, senza tener conto di eventuali devastazioni ad opera di invasori, carestie, epidemie e altri fattori che potessero provocare un cattivo raccolto; solo in casi di devastazioni molto gravi le autorità riducevano temporaneamente il carico fiscale della provincia colpita dalla catastrofe. L'Impero romano d'Oriente era infatti in quell'epoca in impellenti necessità di entrate, non solo perché il lungo conflitto aveva drenato le casse dello stato ma anche a causa dell'epidemia di peste del 542, che aveva compromesso gravemente l'economia statale. Spesso ad aggravare la situazione contribuivano funzionari corrotti, che estorcevano alla popolazione più del dovuto per arricchirsi a spese dei sudditi e dello stato. Nonostante le leggi di Giustiniano per contrastare questo fenomeno, esso continuò ad essere presente e, in alcune epistole dirette all'imperatore Maurizio (risalenti alla fine del VI secolo), papa Gregorio I si lamentò delle iniquità commesse dagli esattori imperiali in Sicilia, Sardegna e Corsica che avevano spinto parte della popolazione ad emigrare nella «nefandissima nazione dei Longobardi».

#### Possibili motivi dell'invasione longobarda e perché ebbe successo

L'Italia nel 572.

La conquista di alcune regioni italiane risultò essere effimera per i Bizantini, mentre il dominio di altre si protrasse per alcuni secoli. Stando a ciò che scrive Paolo Diacono, l'imperatore Giustino II, intorno al 568, ricevette le proteste degli abitanti di Roma, che sostenevano che era meglio sottostare alla dominazione gota piuttosto che a quella greca e minacciavano, in caso di mancata rimozione di Narsete, di consegnare Roma e l'Italia ai Barbari.
Quando Narsete lo seppe, disse:
L'Imperatore si adirò con Narsete e lo destituì, sostituendolo con Longino che ricevette la carica di prefetto del pretorio d'Italia. Narsete, ricevuta tale notizia, e adiratosi con l'Imperatore, decise di ritirarsi a Napoli da dove scrisse ai Longobardi, invitandoli a invadere l'Italia. Alboino accettò l'invito; dopo essersi alleato con i Sassoni, Alboino e tutto il suo popolo abbandonarono la Pannonia per andare a stabilirsi in Italia.
La storia del tradimento di Narsete narrata da Paolo Diacono tuttavia è priva di fondamento storico. Gli storici moderni ritengono più probabile che i Longobardi abbiano invaso l'Italia piuttosto perché pressati dall'espansionismo degli Avari. Secondo alcune congetture non verificabili i Longobardi potrebbero essere stati invitati in Italia dal governo bizantino con l'intenzione di utilizzarli come foederati per contenere eventuali attacchi franchi. Secondo la tradizione riportata da Paolo Diacono, il giorno di Pasqua del 568 Alboino entrò in Italia. Sono state avanzate varie ipotesi sui motivi per cui Bisanzio non ebbe la forza di reagire all'invasione:
- la scarsità delle truppe italo-bizantine
- la mancanza di un generale talentuoso dopo la rimozione di Narsete
- il probabile tradimento dei Goti presenti nelle guarnigioni che, secondo alcune ipotesi, avrebbero aperto le porte ai Longobardi
- l'alienazione delle genti locali per la politica religiosa di Bisanzio
- la possibilità che potrebbero essere stati i Bizantini stessi a invitare i Longobardi nel Nord Italia per utilizzarli come foederati
- una pestilenza seguita da una carestia aveva indebolito l'esercito italo-bizantino
- la prudenza dell'esercito bizantino che in genere, invece di affrontare subito gli invasori con il rischio di farsi distruggere, attendeva che si ritirassero con il loro bottino e solo in caso di necessità interveniva.

## Le guerre

### Prima fase: il regno di Alboino (568-573)

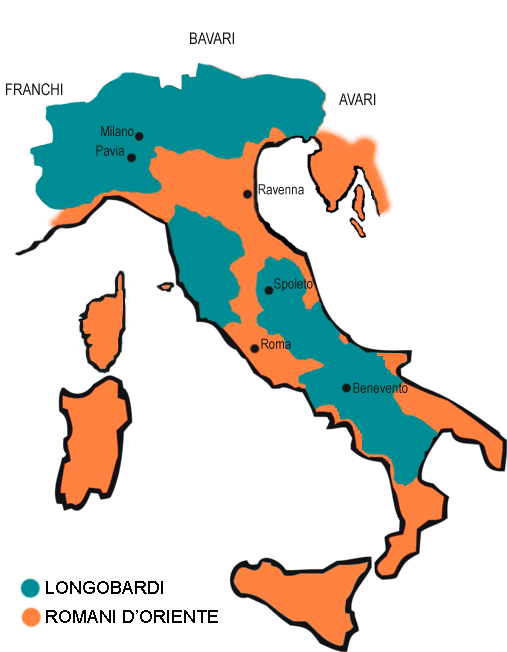
Conquiste di Alboino.

568Il 22 aprile di questo anno Alboino e tutto il suo popolo lasciarono la Pannonia per dirigersi alla volta dell'Italia. Una volta giunto in Italia, Alboino salì su di un monte e contemplò per la prima volta la terra che ambiva conquistare. La prima città ad essere conquistata fu Forum Iulii, nelle Venezie. Il primo duca longobardo della città conquistata fu il nipote di Alboino Gisulfo. A questa conquista, seguì la presa di Vicenza e quella di Verona, mentre Padova e Monselice, ben guarnite di truppe, resistettero agli assalti longobardi. Anche Mantova oppose strenua resistenza. Rendendosi conto di non poter procedere oltre, Alboino decise di svernare nel Veneto, per vedere se riusciva, bloccando con quel tempo le città resistenti, a costringerle alla resa.
569
570Resisteva ancora Pavia, che Alboino era deciso a conquistare: in quest'anno iniziò l'assedio di questa città. Nel frattempo i Longobardi, approfittando delle disastrose condizioni dall'esercito bizantino, decimato dalla peste, dilagarono anche in Emilia, conquistando Tortona, Piacenza, Parma, Reggio Emilia e Modena, e in Toscana.
571Continua l'assedio di Pavia.  Potrebbe essere questo l'anno in cui i Longobardi diedero alle fiamme l'allora ritenuta inespugnabile fortezza di Pietra Pertusa, menzionata più volte da Procopio. La conquista di Imola potrebbe risalire a quest'anno o sotto il breve regno di Clefi.
572Viene conquistata Pavia, dopo tre anni di assedio. Pavia diventa la capitale del regno. Quasi tutta l'Italia settentrionale venne conquistata dai Longobardi.
Rimanevano in mano bizantina nell'Italia settentrionale:
- Ravenna e dintorni
- il ducato romano
- nel Veneto, Padova, Monselice e Cremona
- nella Liguria, Genova e altre città costiere
- in Lombardia e in Piemonte, l'isola comacina e Susa.

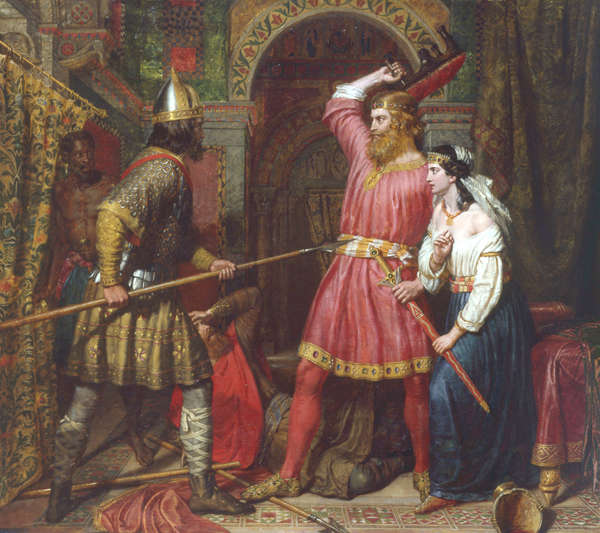
Assassinio di Alboino

Alboino morì assassinato in una congiura di palazzo organizzata da sua moglie Rosmunda e dall'amante di questa Elmichi, che ambiva al trono; Rosmunda avrebbe deciso di uccidere suo marito in quanto lui l'aveva costretta a bere nel teschio del padre (celebre è la frase, pronunciata da Alboino,  «bevi Rosmunda dal teschio di tuo padre!»); i congiurati tuttavia furono costretti alla fuga dal popolo longobardo stesso, adiratosi per la morte del loro amato re e si rifugiarono a Ravenna, la capitale dell'Italia bizantina. Il prefetto del pretorio d'Italia Longino propose a Rosmunda di sposarlo a patto che uccidesse Elmichi; Rosmunda, assetata di potere, avvelenò Elmichi ma quest'ultimo la costrinse a bere anche lei il veleno, e in questo modo morirono entrambi. Longino consegnò il tesoro dei Longobardi, che Rosmunda e Elmichi avevano portato con loro a Ravenna, all'Imperatore. Pare che con il tesoro arrivò anche Peredeo, l'assassino di Alboino, che venne accecato per ordine dell'Imperatore. La vendetta di Peredeo (uccise due funzionari imperiali) ricorda in modo imperfetto quella del personaggio biblico Sansone. Nel frattempo i Longobardi elessero come loro nuovo re Clefi, «uomo di altissima nobiltà fra di loro».

### L'interregno (574-584)
574Dopo un anno e sei mesi di regno, Clefi viene assassinato da un giovane del suo seguito. Dopo la sua morte, i Longobardi rimasero senza re per dieci anni, e il regno si divise in molti ducati (trentasei), ognuno governato da un duca. Zabino governava Pavia, Alboino Milano, Vallari Bergamo, Alachiso Brescia, Evino Trento, Gisolfo Cividale del Friuli, e gli altri in altre città (non specificate da Paolo Diacono). A Costantinopoli Giustino II associa al trono Tiberio II Costantino, che diventa Cesare e reggente dell'Impero (Giustino II aveva iniziato a dare segni di insanità mentale). Tiberio II si rivela essere un ottimo sovrano, generoso e caritatevole.
575Tiberio II decide di inviare rinforzi in Italia sotto il comando di Baduario, che sbarcò a quanto pare a Ravenna. Gli storici suppongono che sia sbarcato a Ravenna per via di una chiesa di Ravenna «quam Baduarius haedificavit»
576In questo anno si ha il primo serio tentativo di controffensiva bizantina. Baduario, genero dell'Imperatore Giustino, tentò di cacciare i Longobardi dall'Italia, approfittando delle loro divisioni interne, ma fu sconfitto e ucciso in battaglia. A quanto pare, la sconfitta di Baduario incoraggiò i duchi longobardi, che espansero i loro possedimenti, massacrando la popolazione. A questi anni risalgono la conquista di Altino e forse di Concordia, nelle Venezie, e la formazione dei ducati di Spoleto e di Benevento, la cui genesi è sempre stato un enigma per gli storici. Non si sa in che anno, ma le devastazioni longobarde costrinsero il vescovo di Popolonia a rifugiarsi sull'Isola di Elba, mentre nella provincia di Valeria i Longobardi mossero violenza contro i monaci. Nel frattempo i Franchi si impadronirono di Susa, difesa dal magister militum Sisinnio.
577In quest'anno i Longobardi di Benevento potrebbero essersi impadroniti di Aquino, massacrando a tal punto la popolazione che dopo pochi anni la città non aveva né un vescovo né un popolo per un vescovo.
578Muore Giustino II. Tiberio II diventa Imperatore (secondo Paolo Diacono fu il 50º Imperatore dei Romani). In questi tempi i Longobardi assediarono Roma (pur non riuscendo a conquistarla) e devastarono le zone circostanti. Alle devastazioni dei Longobardi si aggiunse una terribile carestia e molte città, pur di non soffrire la fame, si sottomisero pacificamente ai Longobardi. Per evitare che anche Roma, che soffriva la fame, si arrendesse al nemico, l'Imperatore fece arrivare a Roma dall'Egitto molte navi piene di grano, in modo da sfamare la popolazione. Secondo alcuni storici, questo fatto sarebbe avvenuto nel 581. Sempre in quest'anno il patrizio Pamfronio si era recato a Costantinopoli per chiedere aiuti contro i Longobardi. Tiberio II non aveva truppe da inviare in Italia perché impegnato nelle guerre contro Persiani e Avari e dunque diede dei soldi al patrizio, affinché li potesse utilizzare per tentare di convincere alcuni capitani longobardi a combattere in Oriente come truppe mercenarie dell'esercito bizantino e a lasciare in pace l'Italia. Nel caso non riuscisse in questo, questi soldi sarebbero stati spesi per procurarsi un'alleanza con i Franchi.
579Il primo gennaio di questo anno Tiberio II celebrò il suo consolato. Riportano Menandro Protettore e l'abate Biclarense che l'Italia era devastata dai Longobardi e che numerosi senatori romani e sacerdoti vennero inviati dal Papa a Costantinopoli per implorare aiuto all'Imperatore. Ma Tiberio era troppo impegnato a respingere le invasioni di Avari e Persiani e non poteva inviare truppe in Italia. Nonostante tutto fece uno sforzo e riuscì ad arruolare e a inviare in Italia un piccolo corpo di soldati. Inoltre decise di corrompere col denaro e con doni alcuni capitani longobardi in modo che passassero dalla parte dei Bizantini.
580In questo anno circa il duca di Spoleto Faroaldo conquistò Classe, l'antico porto di Ravenna, posto a sud-est della città. Si impadronirono anche di Fermo e forse di Osimo.
581Secondo un'annotazione trovata dal padre Madillon sul fondo di un antico manoscritto del Tesoro di Sant'Agostino, i Longobardi in quest'anno assediarono Napoli. Non riuscirono a conquistarla.
582Muore a Costantinopoli Tiberio II. La sua morte venne pianta da molti. Tiberio scelse come suo successore Maurizio Tiberio, che si era distinto in battaglia contro i Persiani.
584I Longobardi elessero re Autari, figlio di Clefi. Finisce l'interregno.

### Autari, Maurizio e le invasioni dei Franchi (585-590)
Maurizio, salito al potere, cercò immediatamente di rimettere ordine nella provincia devastata dell'Italia, riformando l'ordinamento provinciale. Prima di tutto creò una nuova carica, quella di esarca, che fu istituita nel 584 ca. La prima menzione a un esarca nelle fonti dell'epoca risale infatti all'anno 584 e tale carica doveva essere stata istituita da poco. L'esarca aveva piena autorità sia civile che militare, e risiedeva a Ravenna. Era assistito in ambito civile dal prefetto del pretorio. L'Italia bizantina fu suddivisa in vari ducati, retti da dux o magister militum: la Pentapoli, Istria, Napoli, Roma, Perugia e forse, anche se sono congetture non confermate da fonti dell'epoca, anche in Liguria e nelle regioni del Sud Italia. Nei castelli più importanti e nelle singole città vi erano presidi cittadini retti da tribuni e comites, che avevano ovviamente la funzione di difenderle dai Longobardi e che insieme ai vescovi finirono per amministrare anche in ambito civile le città che dovevano difendere. L'esercito fu poi rinforzato da soldati arruolati tra la popolazione italica. L'esercito bizantino era organizzato in numeri, ognuno stanziato nelle principali città: alcuni avevano origine orientale e si erano trasferiti in Italia durante la guerra gotica (es. Persoiustiniani e Cadisiani di Grado) mentre altri vennero creati in Italia (es. Tarvisiani, Veronenses e Mediolanses).
584i Longobardi elessero re Autari, figlio di Clefi. Fu il primo re longobardo ad assumere il prenome di Flavio. Nel frattempo l'Imperatore d'Oriente Maurizio decise di cacciare i Longobardi dall'Italia alleandosi con il re dei Franchi Childeberto. Egli diede al re franco ben 50 000 scudi d'oro per convincerlo a scendere in Italia contro i Longobardi. Tuttavia questi ultimi riuscirono a convincere Childeberto a rinunciare ai suoi propositi bellicosi corrompendolo con del denaro. Maurizio chiese i soldi indietro a Childeberto; quest'ultimo non si degnò nemmeno di rispondergli. Nell'ottobre di quest'anno papa Pelagio II scrisse a Gregorio, allora suo nunzio alla corte imperiale, chiedendogli di richiedere all'Imperatore nuove truppe in Italia, dato che la Città Eterna era continuamente minacciata dai Longobardi.
585Maurizio chiede di nuovo ai Franchi di cacciare i Longobardi dall'Italia. Il re dei Franchi Childeberto, venuto a conoscenza che sua sorella Ingonda era stata condotta prigioniera a Costantinopoli e desiderando che venisse trattata bene o che gli venisse restituita, accettò la richiesta bizantina e fece di nuovo guerra ai Longobardi. A causa della discordia tra i Capitani franchi e alamanni di quell'esercito, i Franchi ritornarono in patria senza aver ottenuto nulla. In questi anni il longobardo Droctulfo tradì i Longobardi e passò dalla parte dei Bizantini permettendo loro di riconquistare Classe.
587Teofane narra che nel sesto anno di regno di Maurizio i Longobardi fecero guerra ai Bizantini. Di questa guerra non si sa altro.
588L'isola comacina viene conquistata da Autari.

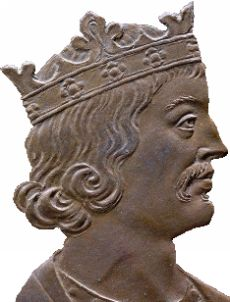
Il re dei Franchi Childeberto II, alleato di Maurizio e seria minaccia per i Longobardi.

590Childeberto viene spinto da Maurizio ad attaccare di nuovo i Longobardi. Childeberto, desideroso di riavere indietro la nipote Atanagildo, prigioniero dei Bizantini, allestì un'enorme armata, comandata da venti duchi. Prima dell'arrivo dei Franchi in Italia, l'esercito bizantino riuscì a conquistare Modena, Altino e Padova. L'esercito comandato dal duca Olone venne sconfitto presso Bellinzona dai Longobardi e lo stesso Olone perse la vita, ucciso da un dardo. Un altro esercito franco, arrivato nei pressi di Milano, ricevette degli ambasciatori bizantini, che li informavano che un esercito bizantino sarebbe arrivato a dar loro manforte entro tre giorni; passarono sei giorni e l'esercito bizantino ancora non arrivava. Altri eserciti franchi, comandati da tredici duchi, saccheggiarono i dintorni di Trento, prendendo cinque castelli. Autari, assalito da così tanti soldati, decise di tenere ben difese le città lasciando le campagne ai saccheggi nemici. Alla fine tra i Franchi si diffuse la dissenteria e furono costretti a ritornare in patria. Questa è la versione di Paolo Diacono.
 Altre fonti però suggeriscono che l'attacco combinato di Franchi e Bizantini fu più pericoloso per i Longobardi di quanto sembra dalla lettura di Paolo Diacono. Da una lettera di Maurizio indirizzata a Childeberto scopriamo che l'esarca Romano aveva conquistato Reggio, Parma e Piacenza e che uno dei Duchi franchi, Cheno, giunto presso Verona con 20 000 soldati, aveva ricevuto dei messi imperiali che volevano che assediasse con loro Pavia in modo da porre definitivamente fine alla monarchia longobarda; tuttavia i duchi franchi preferirono firmare una tregua di dieci mesi con i Longobardi e tornarsene nella loro patria. Nella stessa lettera Maurizio implorava Childeberto a liberare gli italici fatti schiavi dall'orda di Franchi e a scendere di nuovo in Italia a spazzare via i Longobardi prima che questi potessero mietere il grano per non perdere l'occasione propizia. In un'altra lettera sappiamo che Romano aveva riconquistato l'Istria e che un altro esercito, comandato dal patrizio Nordolfo e da un certo Ossone, aveva sottomesso molte città. Tuttavia alcuni mettono il dubbio la veridicità di queste lettere, primo perché data l'importanza di queste conquiste appare strano che vengano menzionate solo in queste lettere, secondo perché i Greci tendevano a ingigantire le loro imprese. Autari, sapendo quanta influenza esercitasse sul re Childeberto il re di Borgogna Guntranno, gli spedì degli ambasciatori che gli chiedessero di mediare per la pace. Childeberto, convinto da Guntranno, decise di concedere la pace ai Longobardi. Autari morì proprio in quest'anno.

### Agilulfo, l'esarca Romano e papa Gregorio I (591-599)
591Il successore di Autari, Agilulfo, una volta salito al potere, per prima cosa inviò Agnello, vescovo di Trento, al re Childeberto in modo da ottenere la liberazione di tutti gli italici fatti prigionieri dai Franchi durante i saccheggi dell'anno precedente. Molti di essi erano già stati riscattati dalla regina Brunichilde, mentre altri vennero riscattati dal vescovo di Trento grazie ai soldi ricevuti da Agilulfo, e tutti i prigionieri tornarono in patria.
592Una volta fatta pace con i Franchi e represse rivolte interne, Agilulfo sconfisse anche gli Avari. Nel frattempo l'esarca bizantino di Ravenna, Romano, fece guerra ai Longobardi e, grazie al tradimento del duca longobardo di Perugia (che passò dalla parte dei bizantini) conquistò molte città dell'Umbria tra cui Sutri, Bomarzo, Orta, Todi, Ameria, Perugia e Luceolo. Agilulfo, ricevute queste notizie, scrisse da Pavia al duca di Spoleto Ariolfo, chiedendogli di attaccare i bizantini e di riconquistare queste città. Ariolfo si armò, e minacciò Roma. Papa Gregorio I pur di difendere la Città Eterna dai Longobardi era pronto a sborsare del denaro ai Longobardi, ma l'esarca di Ravenna non glielo permise. Roma era rimasta sguarnita dalla maggior parte delle truppe, che erano state trasferite a Perugia in modo da difenderla dai Longobardi. La Città Eterna era difesa solo dal reggimento teodosiano (così chiamato in onore del figlio di Maurizio Teodosio), e anche malvolentieri, dato che tale reggimento da tanto tempo non ricevevano il soldo. Nel frattempo Arechi, duca di Benevento, istigato da Ariolfo, minacciava con il suo esercito la città di Napoli.
593In quest'anno, o forse in quello precedente, Agilulfo decise di riconquistare le città conquistate da Romano nel 592. Riuscì ad espugnare Perugia e a giustiziare il duca traditore per poi, secondo Paolo Diacono, ritornare a Pavia. È tuttavia probabile che Agilulfo in quest'anno fosse riuscito a conquistare anche le altre città strappategli da Romano l'anno precedente. Muratori colloca in quest'anno (o, in alternativa, nel 595) l'assedio di Roma (fallito) ad opera di Agilulfo. Secondo il Muratori l'assedio sarebbe fallito in quanto la città resisteva strenuamente e Agilulfo aveva ricevuto dei doni dal pontefice.

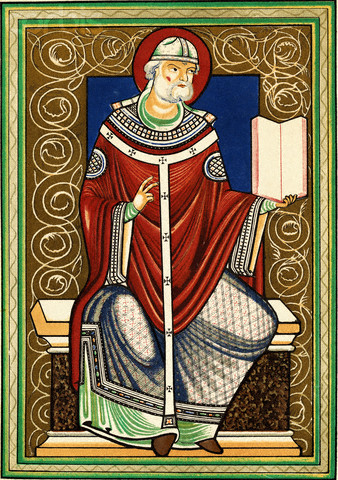
Papa Gregorio (590-604)

594Papa Gregorio tentò in quest'anno di far firmare una tregua tra le due potenze che si contendevano l'Italia a quell'epoca, l'Impero romano d'Oriente e il Regno longobardo. Scrisse infatti all'Arcivescovo di Milano: «Se vedete che Agone [Agilulfo] re dei Longobardi non possa accordarsi col patrizio [l'esarca Romano], fategli sapere che si prometta meglio di me, perché sono pronto a spendere, s'egli vorrà consentire in qualche partito vantaggioso al romano imperio.» Il Papa desiderava che l'Italia intera, o almeno il ducato romano, fosse in pace e che le popolazioni non soffrissero più per la guerra e pur di ottenere questa pace era disposto a pagare.
595i tentativi del Papa di far firmare una tregua tra le due potenze continuarono. In quest'anno Gregorio I scrisse a Severo, scolastico (consultore) dell'esarca, informandolo che Agilulfo era disposto a far pace con l'Impero d'Oriente solo se l'esarca riparasse tutti i danni causati dai Bizantini nell'ultima guerra e pregandolo di accettare la tregua in quanto se la guerra fosse continuata i Bizantini avrebbero perso molti territori e sarebbero morte altre persone. Ma l'esarca, Romano, non voleva assolutamente fare pace col nemico e screditò il Papa presso la Corte imperiale. Gli ufficiali greci ruppero la pace che il Papa aveva firmato con il ducato toscano, causando le proteste del Papa che si lamentava inoltre per lo stato in cui versava Roma e per la rapacità degli esattori greci, che si arricchivano a spese della popolazione. Secondo papa Gregorio, la malizia dell'esarca Romano era più fatale persino della spada dei Longobardi; inoltre i governatori greci sembravano - più che funzionari pubblici - dei nemici della repubblica.
596il Papa aveva tentato di convincere l'esarca a firmare una tregua con i Longobardi tramite Castorio, un suo apocrisiario residente a Ravenna. Nel frattempo i Longobardi saccheggiarono la Campania e fecero molti prigionieri, che vennero riscattati dal Papa. I Longobardi, guidati da Arechi, duca di Benevento, conquistarono anche Crotone, che tuttavia venne poco tempo dopo riconquistata dai bizantini.
597In quest'anno - o forse in quello precedente - l'Imperatore Maurizio, ammalatosi gravemente scrisse il proprio testamento in cui dichiarava di voler dividere alla sua morte l'Impero in due parti: in una parte occidentale con capitale Roma (che sarebbe stata governata dal figlio Tiberio) e in una parte orientale con capitale Costantinopoli (governata dal primogenito Teodosio). In Italia morì l'esarca Romano; gli successe Callinico.
598In quest'anno i Longobardi sbarcarono in Sardegna, nel Cagliaritano; sbarco che non ebbe molto successo, dato che i Bizantini mantennero il possesso dell'isola.
599venne finalmente firmata la tregua tra Bizantini e Longobardi. In quest'occasione Agilulfo ringraziò il Papa per la pace accordata, e gli promise che né lui né i suoi duchi l'avrebbero violata. Da una lettera di Gregorio a Teodoro, curatore di Ravenna, sembra che il duca di Spoleto era restio ad accettare la pace ed era disposto a concederla solo a condizione che i Romei non facessero nessuna ingiustizia o affronto nei confronti dei Longobardi e che non aggredissero il ducato di Benevento. La pace durò fino al marzo 601.

### Campagna di Agilulfo contro l'esarcato del 601-603, seguita da anni di pace (601-615)

L'Italia nel 615, alla morte di Agilulfo.

601La tregua con i Longobardi venne rotta dai Bizantini. L'esarca bizantino di Ravenna Callinico inviò delle truppe a conquistare Parma, che venne occupata dai Bizantini; durante l'occupazione vennero fatti prigionieri il genero e la figlia del Re Longobardo Agilulfo, condotti prigionieri a Ravenna. La risposta del re dei Longobardi non si fece attendere: Agilulfo ordinò ai suoi di assediare Padova, che finora aveva resistito alle incursioni dei Longobardi in territorio bizantino. Padova si arrese e Agilulfo, dopo aver concesso alla guarnigione bizantina di ritornare sani e salvi a Ravenna, ordinò che la città venisse rasa al suolo. In questo tempo vennero inviati degli ambasciatori longobardi in Pannonia per confermare la pace con gli Avari; un ambasciatore avaro venne inviato in Francia per convincere i Franchi a mantenere la pace con i Longobardi, altrimenti gli Avari (molto temuti sia dai Franchi che dai Bizantini) sarebbero entrati in guerra a fianco dei Longobardi.
602In quest'anno i Longobardi, insieme agli Avari e agli Slavi, invasero l'Istria bizantina e la saccheggiarono. I Longobardi conquistarono anche Monselice, nei pressi di Padova. A Pavia la regina Teodolinda, moglie di Agilulfo, diede alla luce un bimbo. A Ravenna i ravennesi erano scontenti nei confronti di Callinico, reo di aver rotto la tregua con i Longobardi, e convinsero l'imperatore a richiamarlo in Oriente; al suo posto, venne eletto esarca Smaragdo (questo fatto potrebbe essere avvenuto sotto il regno di Foca). Nel frattempo nei Balcani l'esercito si ribella all'imperatore d'Oriente Maurizio, che viene rovesciato e ucciso insieme ai suoi figli maschi; il capo dei ribelli Foca viene nominato Augustus (imperatore).
603Foca festeggiò il suo consolato. A Monza avvenne, a pasqua (7 aprile), il battessimo del figlio di Agilulfo, a cui venne dato il nome di Adaloaldo. A Monza Teodolinda fece edificare una basilica dedicata a San Giovanni Battista; secondo una leggenda medioevale, finché questo sacro luogo fosse stato tenuto d'onore, mai e poi mai i Longobardi sarebbero stati annichiliti da una minaccia esterna (Bizantini, Franchi ecc.); Paolo Diacono narra che la caduta del regno dei Longobardi (ad opera di Carlo Magno) avvenne quando la basilica di San Giovanni non venne più tenuta in onore dai Longobardi. A Monza Agilulfo, oltre a far battezzare il figlio, si fece incoronare Re di tutta l'Italia (Rex totius Italiae), nonostante alcune parti dell'Italia fossero ancora in mano bizantina. Nel frattempo continuava la guerra tra Longobardi e Bizantini: Agilulfo aveva ottenuto dei rinforzi dal Khagan degli Avari, suo alleato; e in quest'anno assediò e rase al suolo sia Cremona (il 21 agosto) sia Mantova (13 settembre). I Longobardi conquistarono inoltre Vulturina. Intanto a Roma giungevano le immagini del nuovo Augusto Foca e dell'Augusta Leonzia, che vennero ricevute con grande solennità; esse vennero riposte nell'oratorio di San Cesario. Papa Gregorio, che accolse favorevolmente la nomina del nuovo imperatore, implorò a Foca di inviare rinforzi in Italia e a Roma, che da un trentennio ormai doveva subire le violenze e i saccheggi dei Longobardi; Foca era però impegnato nella guerra contro la Persia (il Re dei Persiani Cosroe II, amico di Maurizio, aveva usato la morte di Maurizio come pretesto per dichiarare guerra all'Impero romano d'Oriente) e non poté inviare ulteriori truppe in Italia. L'esarca Smaragdo, consapevole che Foca non gli avrebbe inviato rinforzi, decise di persuadere Agilulfo a firmare una tregua con i Bizantini: in cambio della pace restituì al re longobardo la figlia e il genero. La tregua venne firmata a novembre e durò fino alle calende di aprile dell'anno successivo.
604Il 12 marzo morì papa Gregorio. Nel mese di novembre fu rinnovata la tregua tra Bizantini e Longobardi.
606Scadde la tregua che venne rinnovata per altri tre anni. Prima del rinnovo, tuttavia, i Longobardi conquistarono due città toscane, Bagnarea e Orvieto. Non si sa in che anno, Agilulfo mandò Stabiliciano da Foca per concludere una pace duratura con l'Impero d'Oriente. La tregua durò un anno.
608In Africa Eraclio il vecchio e suo figlio Eraclio si rivoltarono contro il tiranno Foca, reo di una serie di atti crudeli.
610il 3/4 ottobre, Foca venne rovesciato e ucciso da Eraclio il giovane, che venne incoronato Augusto.
611Eraclio richiamò a Costantinopoli l'esarca Smaragdo, reo di essere stato uno dei fedeli a Foca, sostituendolo con Giovanni Lemigio. Quest'ultimo ottenne il rinnovo della tregua con i Longobardi per un anno, pagando.
615morte di Agilulfo. Gli succedette il figlio Adaloaldo, sotto la reggenza della madre Teodolinda.

### Adaloaldo e la rivolta dell'esarca Eleuterio
616A Ravenna scoppiò una rivolta che portò all'uccisione dell'esarca Giovanni Lemigio. Venne sostituito da Eleuterio che punì severamente i responsabili della rivolta.
617dopo aver deposto il ribelle duca di Napoli Giovanni da Conza, sostituito con uno fedele a Eraclio, Eleuterio fece guerra ai Longobardi per rinforzare la posizione bizantina nell'Italia centro-settentrionale. La campagna tuttavia fu un insuccesso, come racconta l'anonimo continuatore del Chronicon di Aquitano:
Romani versassero il tributo annuale di cinque centenaria, già stabilito quando re Agilulfo aveva assediato Roma»
(Extrema, 22.)
619il 22 dicembre Eleuterio si rivoltò a Eraclio e si autoproclamò Imperatore d'Occidente con il nome di Ismailius. Prima di farlo decise di comprare dai Longobardi la loro neutralità durante la rivolta in modo da poter marciare indisturbato alla volta di Roma, dove intendeva farsi incoronare dal papa e dal senato. I Longobardi si erano divisi in due fazioni: c'era chi appoggiava il tentativo di Eleuterio di restaurare l'Impero romano d'Occidente e chi invece era ostile ai suoi disegni perché temeva che il nuovo imperatore sarebbe stata una minaccia ben più temibile del lontano Eraclio, impegnato in una disperata guerra contro Persiani e Avari. Una volta autoproclamatosi imperatore, Eleuterio/Ismailius si recò nella zecca di Ravenna dove fece coniare delle monete con impresso il suo nome al posto di quello di Eraclio.
620Agli inizi del 620, l'Imperatore d'Occidente Eleuterio/Ismailius, consigliato dall'arcivescovo di Ravenna, decise di recarsi a Roma per farsi incoronare dal papa e dal senato romano. Secondo Bertolini la sua idea di farsi incoronare a Roma «rivelava la consapevolezza di ciò che sempre rappresentava Roma, prima sede e culla dell'impero, come perenne custode dell'antica tradizione imperiale. Provava inoltre che a Roma esisteva sempre un senato, e che ad esso si attribuiva ancora la prerogativa di essere il depositario del potere sovrano in concorrenza con gl'imperatori, e la capacità giuridica di convalidare la proclamazione di un nuovo imperatore. Al senato di Roma, infatti, e non al papa, ebbero certo la mente così l'arcivescovo di Ravenna come l'esarco ribelle.» Il viaggio verso Roma iniziò nella tarda estate del 620 e inizialmente procedette bene. Tuttavia man mano l'esercito di Eleuterio si ridusse sempre di più a causa delle continue diserzioni; nonostante ciò l'imperatore proseguì la sua marcia finché, giunto a Luceoli (Umbria), non venne fermato dai soldati dell'omonimo castrum rimasti fedeli a Eraclio; essi sconfissero l'esercito di Ismailius e lo fecero prigioniero; Eleuterio venne decapitato e la testa venne inviata a Eraclio e esposta per parecchi giorni a Costantinopoli. L'Impero d'Occidente cadde di nuovo, venendo di nuovo inglobato in quello d'Oriente. In sostituzione del ribelle Eleuterio, Eraclio nominò esarca l'armeno Isacco.
623secondo Fredegario, nell'anno 623 Adaloaldo ricevette un ambasciatore bizantino, di nome Eusebio, che lo unse prima con certi unguenti e poi gli consigliò di uccidere i grandi del regno longobardo e poi sottomettersi all'Imperatore (secondo Fredegario Maurizio ma è evidentemente un errore dello storico dato che allora regnava Eraclio). Gli unguenti ebbero uno strano effetto su Adaloaldo, che impazzì e uccise dodici nobili. Allora i nobili longobardi visti gli atti di follia del loro re, decisero di farlo fuori avvelenandolo e di eleggere re il duca di Torino Caroaldo (chiamato da Paolo Diacono Arioaldo). Anche se effettivamente Adaloaldo venne deposto in quell'anno, la veridicita del resoconto fornitaci da Fredegario è stata messa in dubbio, anche perché mal si accorda con una lettera di Papa Onorio I all'esarca Isacco in cui il pontefice non fa accenno alla presunta follia del re e considera Arioaldo un usurpatore e un tiranno. Dalla stessa lettera si capisce che l'esarca era in lega con Adaloaldo e che lo avrebbe dovuto aiutare a riprendersi il trono ma alla fine Adaloaldo morì e Isacco dovette riconoscere il nuovo re.

### Rotari: la conquista longobarda della Liguria

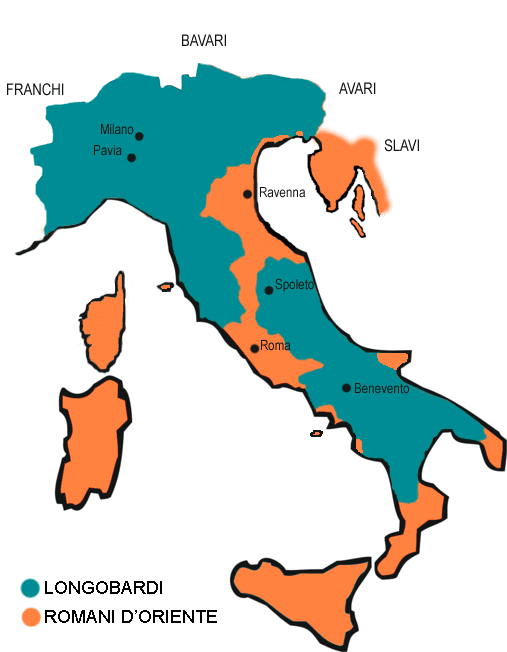
L'Italia alla morte di Rotari.

636Rotari divenne re dei Longobardi.
639Rotari conquistò Altino e Oderzo, nelle Venezie. Il vescovo di Oderzo si rifugiò in una delle isole delle Venezie e qui vi fondò una città che chiamò Eraclea, in onore di Eraclio.
641in quest'anno morì Eraclio. Gli succedettero Costantino III e Eracleona; Costantino III tuttavia morì dopo pochi mesi e Eracleona, sospettato di averlo avvelenato, venne deposto dall'esercito che incoronò imperatore l'allora undicenne Costantino detto Costante (II).
643In risposta alle conquiste di Rotari, l'esarca Isacco riunì un potente esercito e si diresse verso Modena, che era allora il confine tra l'esarcato di Ravenna e il regno longobardo, ma venne sconfitto presso il fiume Scultenna: 8 000 soldati imperiali persero la vita, secondo Paolo Diacono. Cosa successe in seguito a questa sconfitta non si sa, certo è che negli anni successivi la tregua venne ristabilita. Probabilmente fu in seguito a questa vittoria, che comunque fermò l'avanzata longobarda verso Ravenna, che Rotari invase la Liguria bizantina conquistandola tutta; gli abitanti vennero fatti prigionieri e deportati. Secondo fonti più datate (come Muratori) ciò sarebbe accaduto nel 641, mentre quelle più recenti al 643. Con l'editto di Rotari il re mise in forma scritta le leggi del regno, che prima non erano scritte.

### Grimoaldo e la campagna dell'Imperatore Costante II
662In quest'anno scoppiò una guerra civile tra Bertarido e Godeberto, co-sovrani del regno longobardo. Godeberto, sentendosi meno forte, chiese al duca di Torino Garibaldo di recarsi dal duca di Benevento Grimoaldo affinché lo aiutasse a sconfiggere il rivale. Tuttavia Garibaldo si dimostrò infedele e persuase Grimoaldo a farsi re. Grimoaldo dunque partì alla volta di Pavia con un potente esercito affidando il ducato al figlio Romualdo. Alla fine Grimoaldo uccise Godeberto mentre Bertarido si diede alla fuga; Grimoaldo divenne dunque re dei Longobardi.
663Dopo aver trascorso l'inverno a Atene e nominato suo figlio maggiore Costantino governatore di Costantinopoli, l'Imperatore d'Oriente Costante II salpò per l'Italia, che aveva intenzione di liberare dal giogo longobardo. L'arrivo di Costante in Italia suscitò un'enorme sorpresa perché era dalla caduta dell'Impero romano d'Occidente che un Imperatore romano non risiedeva in Italia. «Ma - disse Costante - la madre (Roma) è più degna delle mie cure della figlia (Costantinopoli)». Nel 663, sbarcato a Taranto, condusse l'ultima vera e decisa azione dell'Impero Romano d'Oriente diretta a riconquistare i territori occidentali e a riaffermare nei fatti la superiorità formale dell'Impero. Sbarcato a Taranto una delle prime cose che Costante fece fu quello di consultare un eremita (che si diceva avesse la capacità di prevedere il futuro). Lo interrogò sull'esito della spedizione. Dopo una notte di preghiere, l'eremita rispose in questo modo:
(Paolo Diacono, Historia Langobardorum, Libro V, Capitolo 6)
Nonostante la predizione sfavorevole, Costante decise di tentare lo stesso l'impresa. Il duca di Benevento Romualdo non aveva forze sufficienti per fronteggiare l'aggressione bizantina e inviò il suo nutricius Sesualdo dal padre Grimoaldo, re dei Longobardi, per chiedergli aiuto contro i Bizantini. Nel frattempo Costante II conquistò e rase al suolo Lucera; in seguito, dopo un tentativo fallito di espugnare Acerenzia, assediò la città di Benevento senza successo. Grimoaldo nel frattempo accorse in aiuto del figlio e riuscì ad attraversare gli Appennini con il suo esercito nonostante l'esarca di Ravenna Gregorio II lo aspettasse al varco per impedirgli di raggiungere il ducato beneventano. Sesualdo, sulla via del ritorno, venne intercettato dai Bizantini, che vennero così a conoscenza della notizia dell'arrivo di Grimoaldo. Costante II inviò Sesualdo da Romualdo ordinandogli di mentire al suo sire; gli intimò di dire che Grimoaldo non sarebbe arrivato; se non avesse obbedito avrebbe perso la vita. Sesualdo però disubbidì all'ordine bizantino e disse la verità a Romualdo:
(Paolo Diacono, Historia Langobardorum, Libro V, Capitolo 7)
Sesualdo pagò ciò con la morte: venne decapitato e la sua testa lanciata da un'immensa catapulta in città. Conscio dell'arrivo di Grimoaldo, che temeva, Costante II firmò una pace con Romualdo, pose fine all'assedio di Benevento e decise di recarsi a Napoli. Durante il tragitto venne aggredito e sconfitto presso Pugna dal Conte di Capua Mitola. Giunto a Napoli, Costante II fece un ultimo tentativo per conquistare il ducato affidando un esercito di 20 000 uomini al comando del nobile Saburro e inviandolo in territorio longobardo ma quest'ultimo si fece sconfiggere dai Longobardi di Romualdo a Forino, ponendo fine alle speranze bizantine di riconquista dell'Italia.
 L'imperatore in seguito si recò a Roma, dove rimase per dodici giorni; il soggiorno del basileus nell'antica capitale dell'Impero romano è ricordato da un lato per essere stata l'ultima visita di un imperatore romano nella "Città Eterna", dall'altro lato per il letterale saccheggio del Pantheon, i cui ricchi ornamenti vennero portati via su ordine dell'imperatore. Dopo essersi reso conto che la Città Eterna non era adatta come capitale dell'Impero, stabilì conseguentemente in Sicilia, precisamente a Siracusa, la nuova sede imperiale con l'intenzione di organizzare una vasta azione militare anti-musulmana volta a riconquistare il controllo del Mediterraneo.
665In Sicilia Costante saccheggiò le chiese e alzò le tasse, suscitando il malcontento della popolazione. Sembra che volesse istituire anche in Italia e in Africa il sistema dei temi, e riuscì ad assicurarsi l'appoggio degli eserciti italiani e africani.
667Nel frattempo la Guerra contro i Longobardi proseguiva in malo modo. Grimoaldo, per vendicarsi di Forlimpopoli (che lo aveva insultato) la rase al suolo.
668L'odiato Costante II venne assassinato da un servo nella sua vasca da bagno. Mecezio, uno dei congiurati, si autoproclamò imperatore; Costantino IV, imperatore legittimo e figlio di Costante, si recò di persona in Sicilia per deporre l'usurpatore e vendicare la morte del padre. La spedizione in Sicilia di Costantino IV ebbe successo e l'usurpatore venne punito con la decapitazione.
680Trattato di pace tra Longobardi e Bizantini.
687Nel frattempo il re longobardo Grimoaldo, coadiuvato dal figlio Romualdo, conquistò Brindisi e Taranto, e i Romani vennero quasi espulsi dalla Calabria (odierna Puglia). La conquista longobarda dell'Italia sud-orientale era ormai completata: ai Romani/Bizantini rimanevano solo Otranto e Gallipoli.

### L'apogeo del regno longobardo: Liutprando, Astolfo

I domini longobardi alla morte di Liutprando (744).

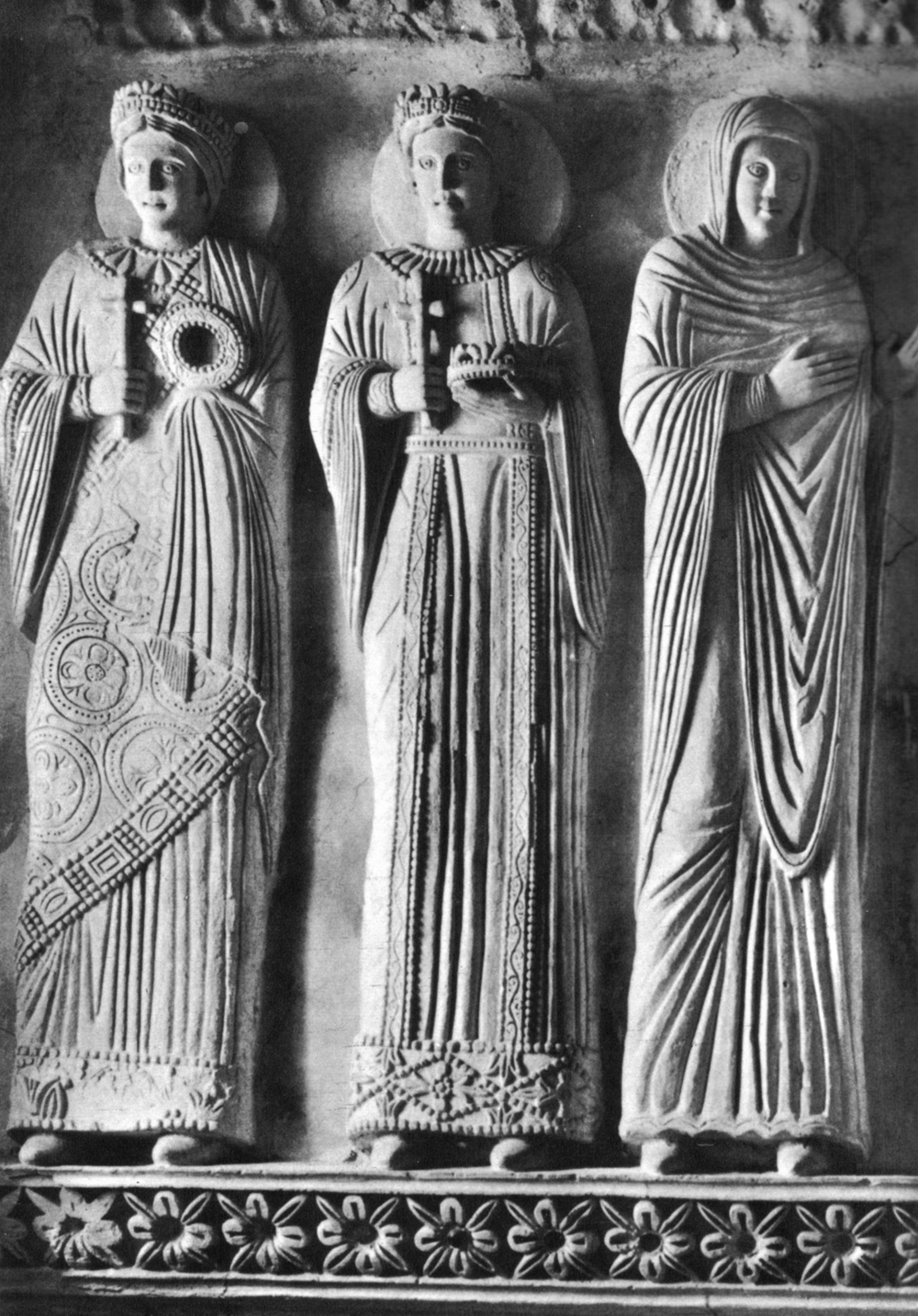
Figure di sante nel Tempietto longobardo di Cividale del Friuli.

Ansprando morì dopo appena tre mesi di regno, lasciando il trono al figlio Liutprando. Il suo regno, il più lungo di tutti quelli longobardi in Italia, fu caratterizzato dall'ammirazione quasi religiosa che veniva tributata al re dal suo popolo, che riconosceva in lui audacia, valentia e lungimiranza politica; Liutprando riuscì a sfuggire a due attentati alla propria vita (uno organizzato da un suo parente, Rotari) grazie a queste doti, e diede prove non inferiori nella condotta delle tante guerre del suo lungo regno. A questi valori tipici della stirpe germanica Liutprando, re di una nazione ormai in stragrande maggioranza cattolica, unì quelle di piissimus rex (nonostante avesse tentato più volte di impadronirsi di Roma). In due occasioni, in Sardegna e nella regione di Arles (dove era stato chiamato dal suo alleato Carlo Martello) si contrappose con successo ai pirati Saraceni, accrescendo la sua reputazione di re cristiano. La sua alleanza con i Franchi, coronata da una simbolica adozione del giovane Pipino il Breve, e con gli Avari, ai confini orientali, gli consentì di avere le mani relativamente libere nello scacchiere italiano, anche se presto arrivò a uno scontro con i Bizantini e con il Papato.
716in quest'anno, mentre Costantinopoli era assediata dagli Arabi, il duca di Spoleto Faroaldo II espugnò Classe; tuttavia l'esarca protestò e il re Liutprando diede ragione all'esarca costringendo il duca a restituire la città ai Bizantini.
717durante l'assedio arabo di Costantinopoli l'imperatore Teodosio si dimise; il suo successore, Leone III, respinse l'assedio. Nel frattempo in Italia il ducato di Benevento occupò la fortezza di Cuma (Campania). Papa Gregorio protestò e chiese che Cuma venisse restituita ai Bizantini ma le sue proteste non ebbero effetto. Allora scrisse al duca di Napoli Giovanni e gli diede dei consigli per riconquistare la fortezza. Grazie ai consigli del papa, Giovanni riuscì a riconquistare massacrando 300 longobardi e facendone prigionieri 500.
718Grazie al fuoco greco, il basileus Leone III riuscì a respingere l'assedio. Nel frattempo in Sicilia il duca di Sicilia Sergio si rivoltò e proclamò imperatore un certo Basilio. Leone III ovviamente inviò un esercito per deporre l'usurpatore e Sergio, temendo l'esercito imperiale, si rifugiò dai Longobardi di Calabria. Tuttavia i Longobardi consegnarono lui e Bonifacio, che vennero giustiziati.
725L'Imperatore inviò alcuni suoi uomini (il duca Basilio, l'esarca Paolo, Giovanni, il cartulario Giordano ecc.) a uccidere il papa perché si rifiutava di pagare le tasse. Ma il loro piano non ebbe successo: il popolo romano, venuti alla luce i loro piani, trucidò Giovanni mentre Basilio fu costretto a farsi monaco. Allora Paolo mise insieme un potente esercito e si diresse verso Roma con lo scopo di deporre il pontefice. Tuttavia il popolo romano e i Longobardi di Spoleto e della Toscana ostacolarono l'esercito imperiale impedendogli di deporre il papa.
726Sorsero delle dispute fra il papa e Costantinopoli sull'iconoclastia che prevedeva la distruzione delle immagini di culto. Come vedremo in seguito, Liutprando sfrutterà questi contrasti per conquistare molte città bizantine.
728l'esarca tentò di muovere contro il pontefice gli abitanti della Pentapoli ma questi, fedeli al papa, si ribellarono all'esarca. Gli abitanti della Pentapoli pensarono addirittura di eleggersi un imperatore che avrebbe poi conquistato Costantinopoli e deposto l'eretico Leone III. Ma il Papa si oppose ai loro piani, in quanto sperava in un ravvedimento di Leone III. Nel frattempo il duca di Napoli marciò verso Roma per deporre il papa ma venne ucciso dal popolo romano, che riuscì anche a cacciare il duca bizantino di Roma Pietro, reo di essere ostile al papa. Scoppiò una rivolta pure a Ravenna, nella quale fu ucciso Paolo. Liutprando approfittò di queste rivolte, conquistando Emilia, Feronianum e Montembellium, Buxeta e Persiceta, Bononiam e Pentapolim Auximum e atteggiandosi a protettore dei cattolici. Per non inimicarsi il papa, rinunciò all'occupazione del borgo di Sutri; Liutprando restituì però la città non all'imperatore, ma "agli apostoli Pietro e Paolo", secondo quanto riferisce Paolo Diacono nella sua Historia Langobardorum. Questa donazione, nota come Donazione di Sutri, fornì il precedente legale per attribuire un potere temporale al papato, che avrebbe infine prodotto lo Stato della Chiesa. Nel frattempo arrivò in Italia il nuovo esarca Eutichio, con l'ordine di deporre il papa. Eutichio, comprendendo che non poteva compiere la sua missione se non faceva in modo di rompere l'alleanza tra gli abitanti di Roma e i Longobardi, promise molti doni ai Longobardi, a patto che avessero smesso di supportare il popolo romano. Ciò non ebbe effetto.
729in quest'anno i Bizantini recuperarono la città di Ravenna. Eutichio si alleò con Liutprando affinché il re longobardo potesse soggiogare i ducati di Spoleto e Benevento.
732?Liutprando si impadronì di Ravenna e di Classe. Eutichio fuggì nelle lagune e chiese aiuto al duca di Venezia Orso, che venne convinto da Papa Gregorio III a aiutare l'esarca. Grazie alla flotta veneziana, Eutichio riuscì a recuperare Ravenna, facendo prigioniero Ildeprando e uccidendo Peredeo, duca di Vicenza. Il duca di Perugia Agatone tentò di riconquistare Bologna ma fu sconfitto da tre comandanti longobardi posti a difesa di quella città.